# Orkla
Orkla — одна из крупнейших публичных норвежских промышленных компаний, холдинговая компания. Штаб-квартира — в Осло. 
История компании восходит к 1654 году, когда началась добыча пирита в Лёккен-Верк. В 1904 году была основана акционерная горнодобывающая компания Orkla Grube-Aktiebolag. 
В настоящее время компания занимается производством потребительских товаров и химической продукции, а также издательской деятельностью. Общая численность персонала группы — около 35 тыс. человек. Оборот группы в 2005 году составил около $8,5 млрд.
Ведёт активную международную деятельность (стратегической направленностью компании являются операций с брендированными потребительскими товарами); в частности, в России контролировала с 2006 по 2015 годы кондитерскую компанию «Сладко» (фабрики в Екатеринбурге и Ульяновске) и петербургскую кондитерскую фабрику имени Крупской; петербургское предприятие продано застройщикам, а прочие активы — старооскольской фирме «Славянка».
В 2014 году Orkla купила латвийскую продовольственную группу NP Foods, в которую входили кондитерские предприятия Laima и Staburadze, а также производитель соков Gutta.
В 2016 году через дочернее предприятие Pierre Robert Group выкупила у финской трикотажной компании Nanso Group Oy завод в Торнио, а также торговые марки Norlyn, Amar, Finnwear и Black Horse.
В 2018 году Orkla объединила выкупленные ранее эстонские предприятия Kalev и Põltsamaa Felix в единое предприятие Orkla Eesti AS, продолжив их работу и выпуск изделий под торговыми марками Kalev, Põltsamaa и Felix.